# Tahuampa desmotis
Tahuampa desmotis är en insektsart som beskrevs av Young 1977. Tahuampa desmotis ingår i släktet Tahuampa och familjen dvärgstritar. Inga underarter finns listade i Catalogue of Life.